# Occipitalgesicht
Als Occipitalgesicht (von lat. occiput – Hinterhaupt) wird eine Zeichnung am Nacken von Vögeln bezeichnet, die grob ein Gesicht nachahmt, indem helle Flecken ein Muster entsprechend Augen, Augenbrauen und Schnabel bilden. Sie kommt bei verschiedenen kleinen Greifvögeln und bei einer Reihe von kleineren Eulen der Familie der Eigentlichen Eulen vor. Verschiedene mögliche Funktionen wurden für das Occipitalgesicht vorgeschlagen, von denen allerdings keine abschließend nachgewiesen wurde. So könnte es zur Abschreckung von Räubern oder Greifvögel belästigenden Singvögeln dienen, indem es eine ständige Aufmerksamkeit in alle Richtungen suggeriert. Für eine solche Funktion spricht die geringe Körpergröße der ein Occipitalgesicht aufweisenden Arten, sowie die besonders ausgeprägte Zeichnung bei Jungtieren des Buntfalken (Falco sparverius). Auch wurde eine Rolle bei der Paarbindung vorgeschlagen, wobei das Occipitalgesicht eine ständige Zuwendung zum Partner vortäuschen solle.
Zu den Eulenarten mit einem auffälligen Occipitalgesicht gehört der auch in Mitteleuropa verbreitete Steinkauz. Bei der großen Gattung Glaucidium ist es ein gattungsspezifisches Merkmal. Die auf Eulen spezialisierten Ornithologen Claus König und Friedhelm Weick unterscheiden anhand dieses Merkmals die Arten, die eindeutig zu dieser Gattung gehören von denen, die in die Gattung Taenioglaux gestellt werden. Bei letzteren fehlt das Occipitalgesicht.

## Belege
- J. Ferguson-Lees, D. A. Christie: Raptors of the World. Christopher Helm, London, 2001, ISBN 0-7136-8026-1, S. 61.

- Claus König, Friedhelm Weick: Owls of the World. Christopher Helm, London 2008, ISBN 978-0-7136-6548-2, S. 35.